# Szentségmozgalom
A szentségmozgalom  (angol: Holiness Movement) egy keresztény ébredési mozgalom, amely John Wesley tökéletességről szóló tanaira különleges hangsúlyt fektet  (→ A keresztyén tökéletesség világos leírása). A mozgalom tanításainak középpontjában az evangelizáció, a diakónia, a felebaráti szeretet, az absztinencia és a gyakorlati megszentelődés áll, melyről a nevét is kapta. A teljes szentség tulajdonképp azt jelenti, hogy "teljes szívünkből szeretjük Istent, és szeretjük felebarátunkat, mint magunkat". 
A mozgalom a metodizmus keretén belül bontakozott ki.

## Közösségek
A szentség-mozgalomhoz tartozó közösségek, csoportok:
- a radikális pietizmus követői
- Üdvhadsereg
- Krisztus Egyházai
- Názáreti Egyház
- Magyarországi Evangéliumi Testvérközösség
- Magyarországi Metodista Egyház
- más külföldi szervezetek, pl. Független Metodisták Egyesülete, Missziós Metodista Egyház stb.

## Fordítás
- Ez a szócikk részben vagy egészben  a   Heiligungsbewegung című német Wikipédia-szócikk fordításán alapul.  Az eredeti cikk szerkesztőit annak laptörténete sorolja fel. Ez a jelzés csupán a megfogalmazás eredetét és a szerzői jogokat jelzi, nem szolgál a cikkben szereplő információk forrásmegjelöléseként.